# Norra Solberga landskommun
Norra Solberga landskommun var tidigare en kommun i Jönköpings län.

## Administrativ historik
När 1862 års kommunalförordningar trädde i kraft den 1 januari 1863 inrättades i Sverige cirka 2 400 landskommuner samt 89 städer och ett mindre antal köpingar.
Då inrättades i Norra Solberga socken i Södra Vedbo härad i Småland denna kommun.
Vid kommunreformen 1952 uppgick denna landskommun i Solberga landskommun.
1971 uppgick sedan denna kommunen i den nybildade Nässjö kommun

## Politik

### Mandatfördelning i Norra Solberga landskommun 1938-1946
| 2 | 8 | 4 | 6 | 3 | 2 |

| 25 |

|  | 12 | 6 | 4 | 2 |

| 25 |

| 2 | 13 | 4 | 4 | 2 |

| 25 |